# Nino Martoglio
Nino Martoglio (Belpasso, 3 dicembre 1870 – Catania, 15 settembre 1921) è stato un regista, sceneggiatore, scrittore e poeta italiano.

## Biografia

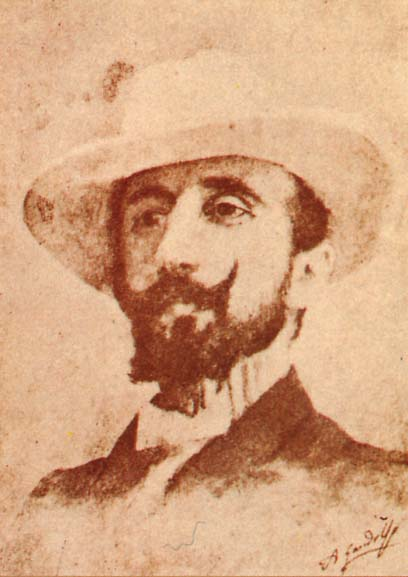
Nino Martoglio in un ritratto realizzato da Antonino Gandolfo

Figlio di un giornalista, Luigi, ex garibaldino, e di Vincenza Zappalà Aradas, maestra elementare, a quattordici anni venne avviato agli studi nautici conseguendo poi il brevetto di capitano di lungo corso, ma preferì darsi al giornalismo entrando nella redazione della Gazzetta di Catania, quotidiano fondato dal padre. Discepolo di Giuseppe Borrello, fondò nel 1889 un settimanale satirico scritto anche in lingua siciliana, il D'Artagnan, sul quale pubblicò sue poesie, poi raccolte nel volume Centona.
Di lì a poco si dedicò con maggiore attenzione al teatro: nel 1901 creò la Compagnia Drammatica Siciliana, del quale fanno già parte attori come Giovanni Grasso, Virginia Balistrieri, Giacinta Pezzana e Totò Majorana, con l'intento di rendere famoso a livello nazionale il teatro siciliano: nell'aprile 1903 giunsero a esibirsi con successo a Milano. Dalla stagione 1907-1908 diventa direttore della formazione capitanata da Angelo Musco, con il quale instaura una proficua collaborazione artistica, sia lanciando autori nuovi (il ventunenne Pier Maria Rosso di San Secondo, con la sua Madre del 1908) sia con molte commedie da lui scritte, tra le quali le più famose sono San Giovanni decollato (1908) e L'aria del continente (1910).
Nel 1910 fondò a Roma la struttura stabile del primo "Teatro Minimo" presso il Teatro Metastasio, curando la regia di numerosi atti unici del repertorio italiano e straniero, e soprattutto incoraggiando e portando sulla scena le prime opere teatrali di Luigi Pirandello già famoso come novelliere e scrittore (Lumie di Sicilia e La morsa, entrambe del 1913). Insieme a Luigi Pirandello scrisse A Vilanza (La bilancia), e Cappidazzu pava tuttu. Diresse numerosi allestimenti scenici; nel dicembre 1918 fondò l'ultima sua compagine teatrale, la Compagnia del Teatro Mediterraneo, attiva fino al 1920.
Dal 1913-14 si dedicò anche al cinema. Dapprima collaborò come soggettista con la "Cines", per la quale diresse anche Il romanzo, nel quale recitarono il futuro prolifico regista Carmine Gallone e sua moglie Soava. In seguito diventò direttore artistico della neonata "Morgana Film" di Roma (soltanto omonima di una analoga azienda di Catania), per la quale diresse i tre soli film prodotti da questa società: nel 1914 Capitan Blanco tratto dal suo dramma U Paliu i cui esterni vennero girati in gran parte in Tripolitania appena conquistata dall'Italia come colonia, poi Sperduti nel buio, dall'omonimo dramma di Roberto Bracco, che una parte della critica e degli storici del cinema considerarono - non senza dissensi da parte di altri - come un lontano antesignano nella corrente neorealista. Nel 1915 uscì Teresa Raquin tratto dal dramma omonimo di Émile Zola. L'avventura della "Morgana Film" si chiuse a causa della guerra mondiale. Attualmente tutte queste pellicole sono perdute.
Tutta la sua opera fu caratterizzata, oltre che dal verismo e dalla bellezza dei paesaggi, anche da una forte contrapposizione tra ricchezza e povertà: egli fu il cantore dei lussuosi palazzi aristocratici e dei tuguri, dei caffè di lusso di fine Ottocento e dei vicoli affollati. La sua fama si mantenne pressoché intatta fino alla fine degli anni trenta, con molte sue commedie trasposte anche sul grande schermo, nel frattempo diventato sonoro.

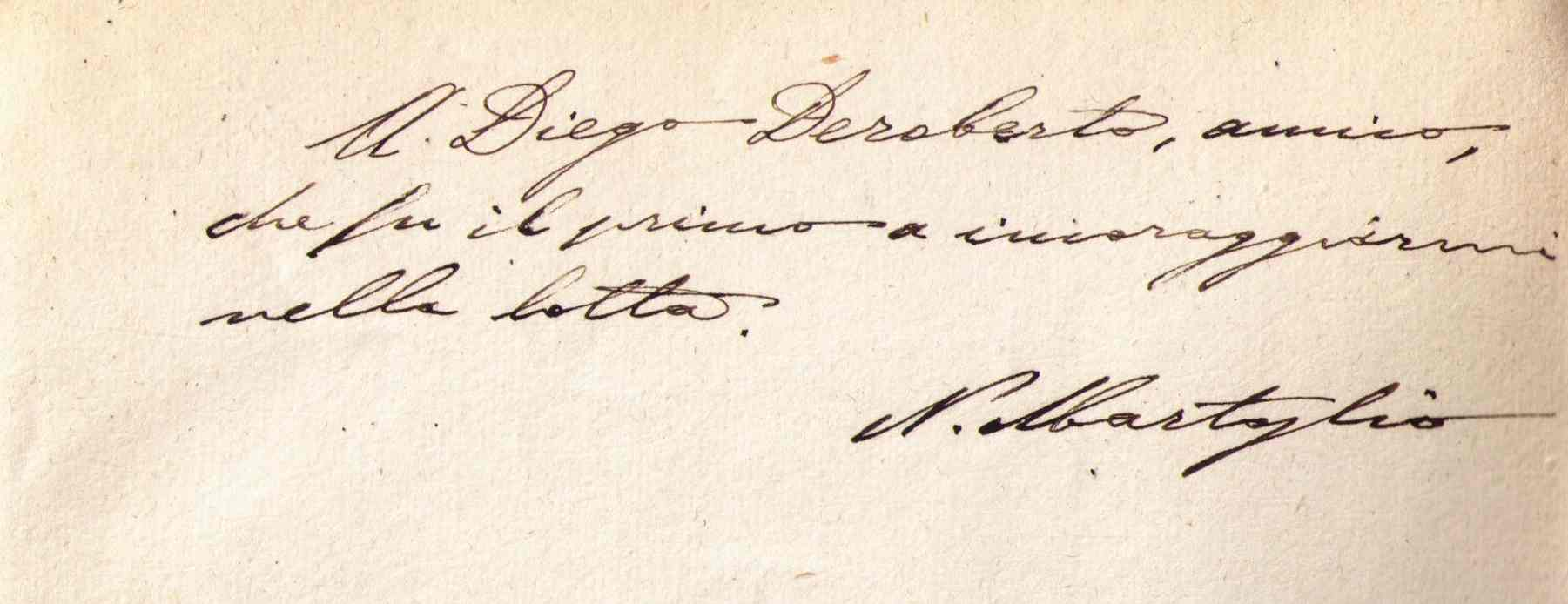
Dedica autografa di Martoglio a Diego Deroberto

Morì a 51 anni, precipitando nella tromba dell'ascensore dell'Ospedale Vittorio Emanuele II di Catania, dove era andato a visitare il figlio malato. Le circostanze dell'accaduto rimasero poco chiare, in quanto l'area dell'ospedale in cui venne ritrovato il cadavere era ancora in costruzione. Il fratello minore Giulio Martoglio (1882-1915) era già morto, combattendo sul Carso durante la prima guerra mondiale. Le sue figlie, Vincenza e Angela, curarono un Fondo dove sono conservati tutti i suoi manoscritti. La città di Belpasso gli ha dedicato il teatro cittadino.

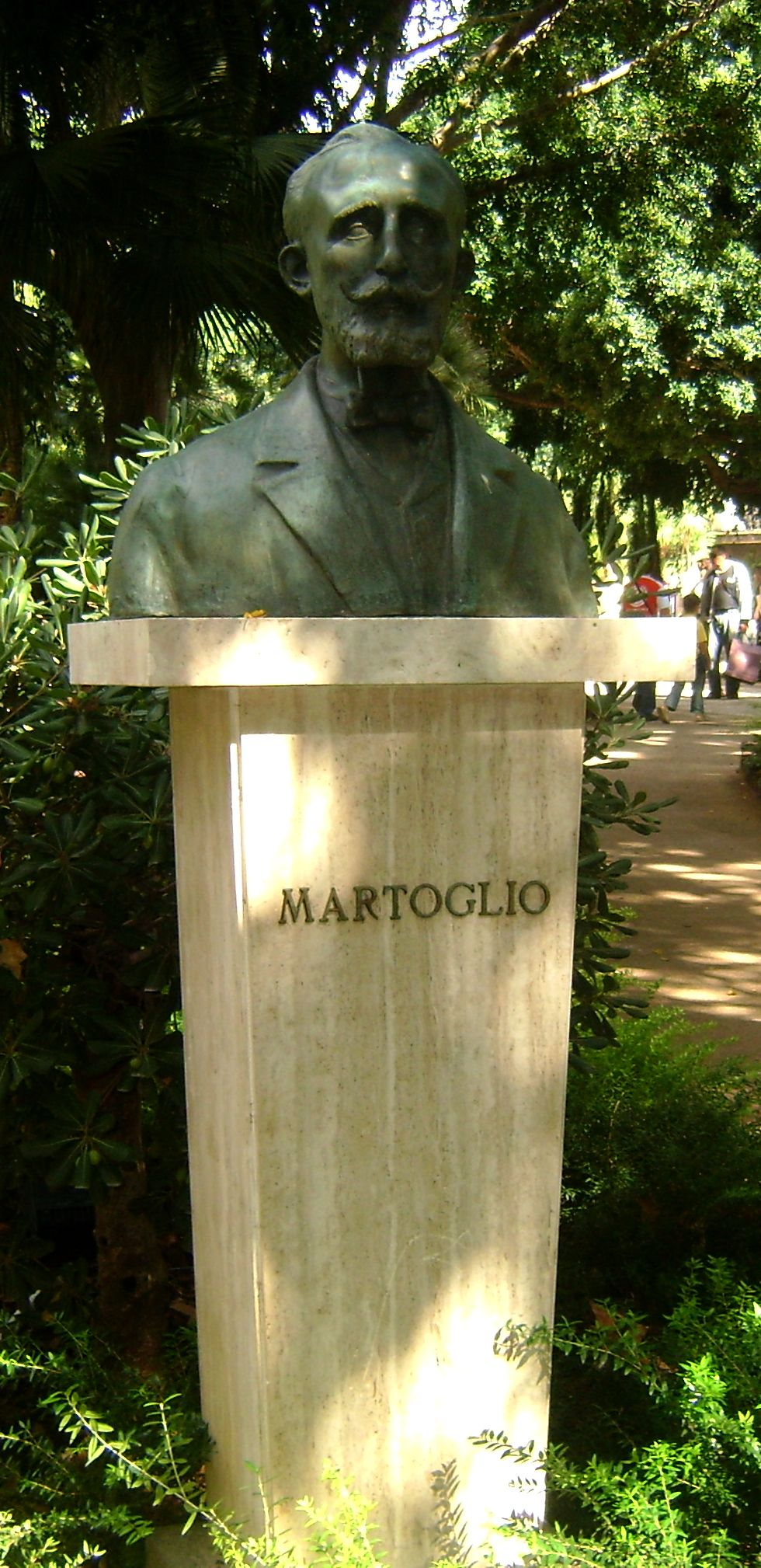
Giardino Bellini

## Filmografia

### Regie
- Il romanzo (1913)
- Capitan Blanco (1914)
- Sperduti nel buio (1914, diretto con Roberto Danesi,[3] anche montaggio)
- Teresa Raquin (1915)

### Soggetti e/o sceneggiature
- Il romanzo (1913)
- Il gomitolo nero (regia di Roberto Danesi, 1913)
- Capitan Blanco (1914)
- Sperduti nel buio (1914)
- Teresa Raquin (1915)
- San Giovanni decollato (regia di Telemaco Ruggeri, 1917)

## Opere

### Teatro
- Nica (1903), 4 atti.
- I civitoti in pretura (1903), 1 atto.
- Sara (1904), 1 atto.
- Turbine (1905), 1 atto.
- Il salto del lupo (1906), 3 atti.
- Capitan Blanco (1906), 4 atti.
- 'U paliu (1906), 4 atti.
- La sua famiglia (1907), 3 atti.
- San Giuvanni Decullatu (1908), 3 atti.
- L'ultimo degli Alagona (1908), 3 atti.
- Riutura (1911), 1 atto.
- Voculanzicula (1912), 3 atti.
- Il divo (1912), 3 atti.
- Punto a croce e nodo piano (1912), 1 atto.
- Salto di barra (1912), 1 atto.
- Capitan Senio (1912), 2 atti.
- Passo Luparo (1912), 1 atto.
- L'aria del continente (1915), 3 atti.
- 'U Riffanti (1916), 3 atti.
- L'arte di Giufà (1916), 3 atti.
- Scuru (1917), 3 atti.
- Cappiddazzu paga tuttu (1917), 3 atti, con Luigi Pirandello.
- 'A vilanza (1917), 3 atti, con Luigi Pirandello.
- 'U contra (1918), 3 atti.
- Sua eccellenza di Falcomazzano (1918), 3 atti.
- Taddarita (1919), 1 atto.
- Sua eccellenza (1919), 3 atti.
- Il marchese di Ruvolito (1920), 3 atti.
- Annata ricca massaru cuntentu (1921), 2 atti.

### Altri scritti
- A' tistimunianza. Sonetti, Catania, Giannotta, 1890.
- O'scuru o'scuru. Album di sonetti siciliani sulla 'maffia', Catania, Galati, 1895.
- Centona. Cinquanta sonetti nella parlata catanese, Catania, Di Mattei, 1899.
- La Triplici Allianza. Smafiri di Mastru Cuncettu lu Tamburineri. Polimetro bernesco nella parlata catanese, Catania, Russo, 1899.
- Centona. Raccolta completa di versi siciliani, Catania, Giannotta, 1907.
- Opere complete, Palermo, Reber, 1913.

I, Centona. Raccolta completa di poesie siciliane, riveduta e corretta con l'aggiunta di componimenti inediti.
II, Teatro dialettale.
II.1, Nica; I Civitoti in pretura.
II.2, San Giuvanni Decullatu, Voculanzicula (L'altalena).
- Centona. Raccolta completa di poesie siciliane con l'aggiunta di alcuni componimenti inediti di guerra, Catania, Giannotta, 1918.
- Teatro dialettale siciliano, Catania, Giannotta, 1918-1923.

I, Nica; Turbine; I civitoti in pretura, Catania, Giannotta, 1919.
II, U paliu (Il palio); Taddarita (La nottola); Capitan Seniu, Catania, Giannotta, 1920.
III, San Giuvanni decullato; Scuru, Catania, Giannotta, 1921.
IV, Voculanzicula (L'altalena); L'aria del continente, Catania, Giannotta, 1918.
V, U' riffanti; L'arte di Giufà, Catania, Giannotta, 1920.
VI, Sua eccellenza; U contra, Catania, Giannotta, 1921.
VII, 'A vilanza; Cappiddazzu paga tuttu, con Luigi Pirandello, Catania, Giannotta, 1922.
VIII,  Il marchese di Ruvolito; Annata ricca massaru cuntentu, Catania, Giannotta, 1923.
- Sua eccellenza di Falcomarzano. Tre episodi della commedia d'un diplomatico, Milano, Treves, 1921.
- Versi di Gaetano Emanuel Calì, Nutturna (in RE minuri). Serenata siciliana per pianoforte, Firenze, Mignani, 1921.
- Centona. Raccolta completa di poesie siciliane, con l'aggiunta di alcuni componimenti inediti e di una prefazione di Luigi Pirandello, Catania, Giannotta, 1924.
- Dialoghi popolari, I, Lu matrimoniu 'ntra la Civita, Catania, Giannotta, 1931.
- Riutura, Palermo, Il Vespro, 1978.
- Pirandello, Martoglio. Carteggio inedito, Milano, Pan, 1980.
- Cose di Catania. La seconda Centona, Catania, Tringale, 1983.
- I rapporti di messer Rana e messer Rapa, Misterbianco, LOPLOP, 1985.
- La Divina commedia di don Procopio Ballaccheri, Messina, EDAS, 1986.
- D'Artagnan. Giornale serio-umoristico-illustrato, diretto da, Catania-Acireale, Società di storia patria per la Sicilia orientale-Bonanno, 1992.
- Tutto il teatro, 2 voll., Roma, Grandi tascabili economici Newton, 1996.
- Rarità teatrali di Nino Martoglio, Catania, Gruppo d'arte Sicilia teatro, 2004.
- Don Procopio Cicerone per le strade di Catania, Catania, Associazione culturale Teatropoli, s.d..

## Film tratti da suoi lavori teatrali
- San Giovanni decollato, regia di Telemaco Ruggeri (1917) (dalla sua commedia omonima; anche la sceneggiatura è di Martoglio)
- L'aria del continente, regia di Gennaro Righelli (1935) con Angelo Musco (dalla sua commedia omonima)
- Il marchese di Ruvolito, regia di Raffaello Matarazzo (1939) (dalla sua commedia omonima)
- Troppo tardi t'ho conosciuta, regia di Emanuele Caracciolo (1939) (dalla sua commedia Il Divo)
- San Giovanni decollato, regia di Amleto Palermi (1940) con Totò (dalla sua commedia omonima)
- Sempre più difficile, regia di Piero Ballerini e Renato Angiolillo (1943) (dalla sua commedia Sua Eccellenza di Falcomarzano)